# Chītāb
Chītāb (persiska: چيتاب) är en ort i Iran.   Den ligger i provinsen Kohgiluyeh och Buyer Ahmad, i den centrala delen av landet, 500 km söder om huvudstaden Teheran. Chītāb ligger 1 650 meter över havet och antalet invånare är 1 561.
Terrängen runt Chītāb är huvudsakligen kuperad. Chītāb ligger nere i en dal. Runt Chītāb är det ganska tätbefolkat, med 75 invånare per kvadratkilometer. Närmaste större samhälle är Sīsakht, 14,6 km nordost om Chītāb. Omgivningarna runt Chītāb är i huvudsak ett öppet busklandskap.